# Prosoplus albertisi
Prosoplus albertisi är en skalbaggsart som beskrevs av Stefan von Breuning 1943. Prosoplus albertisi ingår i släktet Prosoplus och familjen långhorningar. Inga underarter finns listade i Catalogue of Life.